# Nik Page
Nik Page (* 22. Juni 1971 in Zossen) ist ein deutscher Musiker aus Blankenfelde.

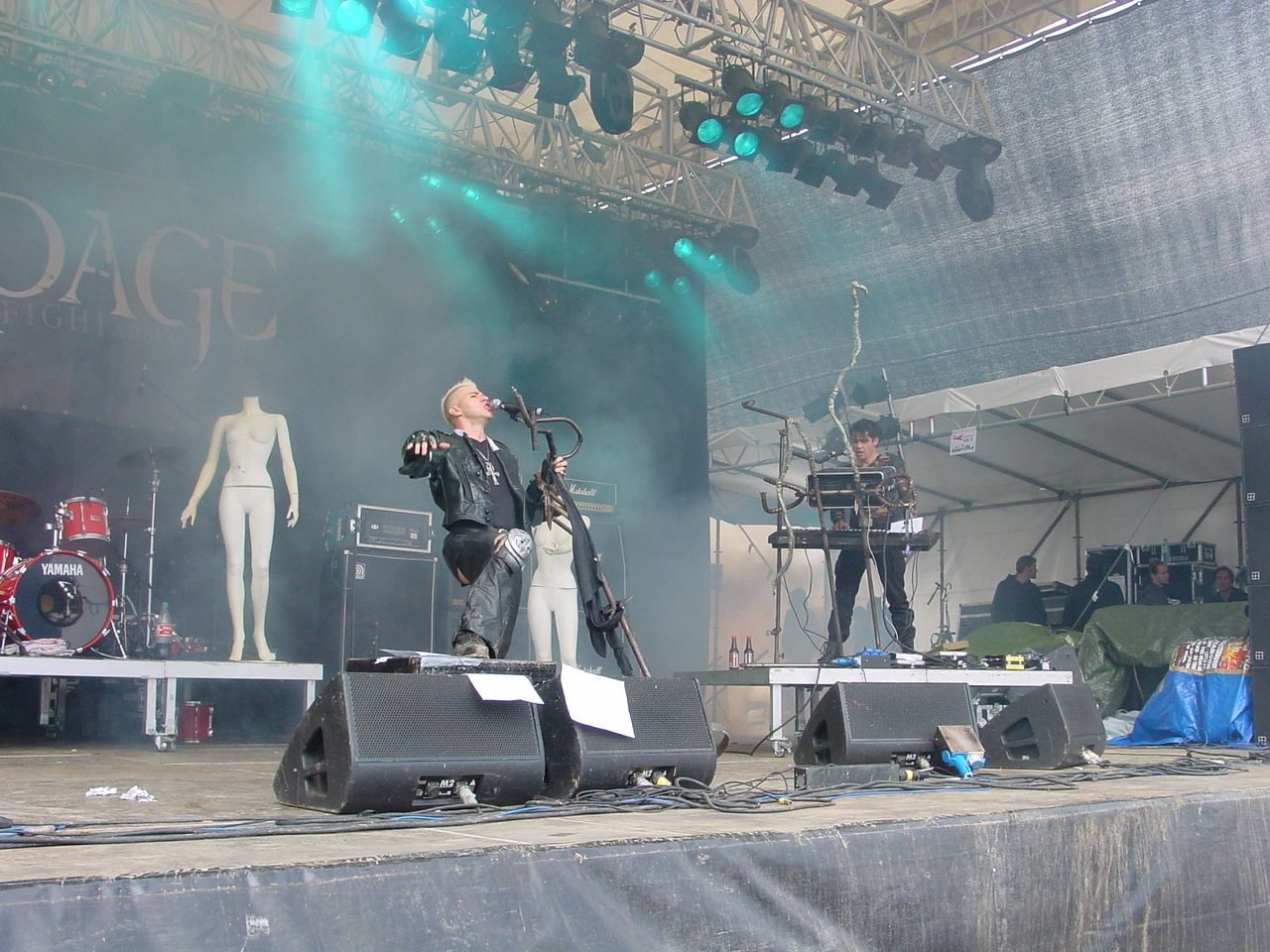
Nik Page auf dem 1. Summer End Open Air in Walldürn (2003)

## Leben
Aufgewachsen in Ost-Berlin, gründete der Depeche-Mode-Fan 1987 gemeinsam mit Rayner Schirner die Synth-Pop-Band Blind Passengers. Den kommerziellen Durchbruch erreichten die Blind Passengers 1993 mit den Songs Walking to Heaven und Born to Die – Titel, die Radio Fritz zu Hörer-Hits machte. Ab 1999 wandelte sich ihr Stil hin zu rockigeren Klängen, bis sie sich 2001 nach insgesamt fünf Studioalben auflöste. Das letzte Album Timemachine erschien 2005 als Best-of-Doppel-Album. 2010 gründete Page das Electro-Pop-Projekt Blind Passenger neu.
Im Rahmen seiner Solo-Alben entstanden musikalische Zusammenarbeiten mit Eric Fish, Alf Ator, Joke Jay, die Letzte Instanz, Jürgen Engler, Sven Friedrich, Tanzwut, Corvus Corax, Angelzoom, Koefte De Ville, Joachim Witt, Staubkind und Dirk Scheuber.
Bekannt sind vor allem seine Songs Dein Kuss und Mysteryland.

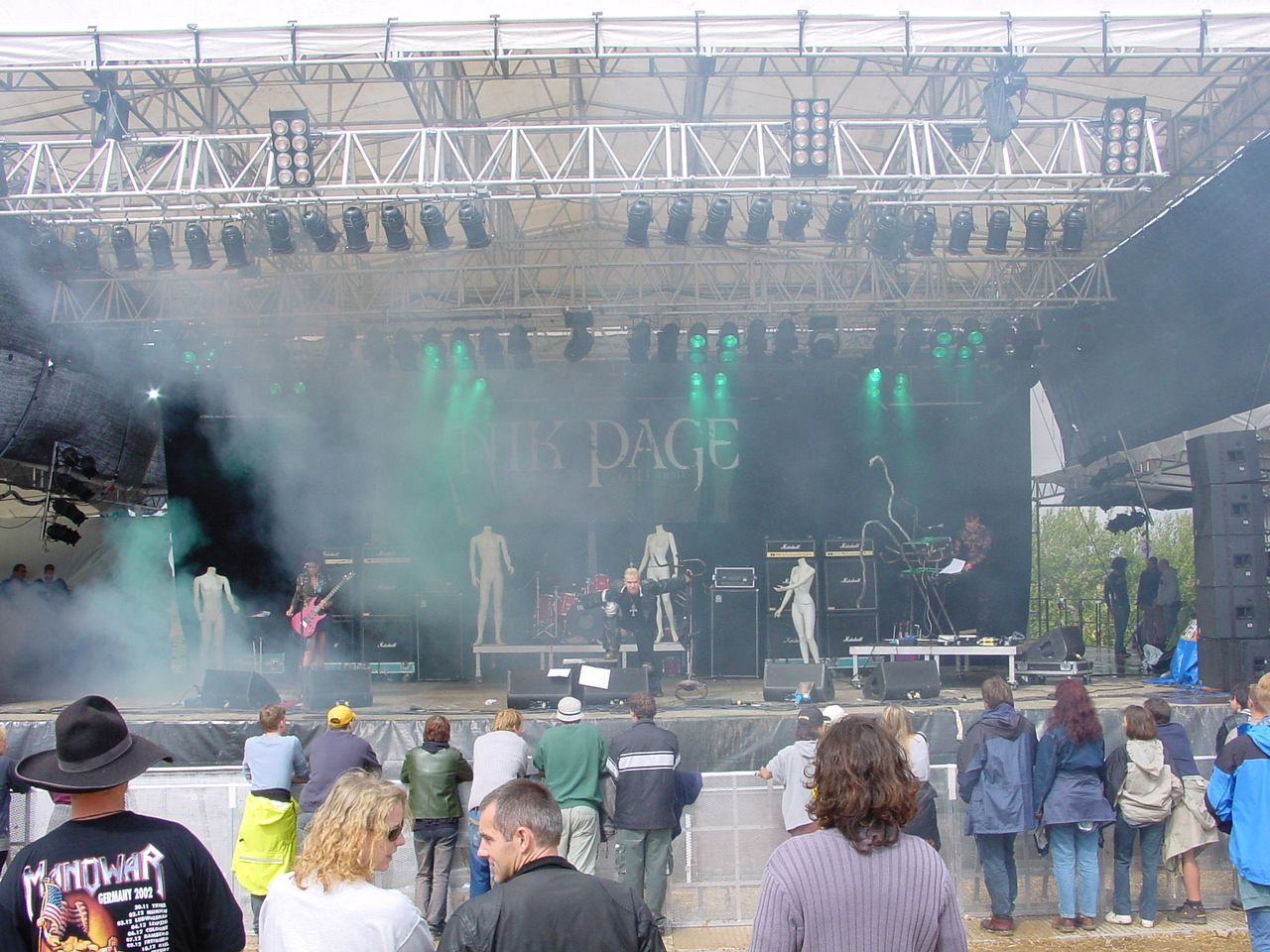
Nik Page (2003)

An der Seite von Joachim Witt rief Nik Page das Konzertkonzept Tiefenrausch ins Leben und gründete 2006 das „Klassik-Crossover-Projekt“ Songs of Lemuria. Hierbei interpretierte er gemeinsam mit Michaela Laubach bekannte Rock- und Gothic-Klassiker in einem kammermusikalischen Stil mit Klavier, Cello und Gesang.
Außerdem arbeitete Nik Page für Bands als Songschreiber und Textdichter, so unter anderem für Kissin’ Dynamite, Angelzoom, Joachim Witt, Beyond the Black, The Dark Tenor, Eisblume und Staubkind sowie als Videoregisseur (Tanzwut, Megaherz und Angelzoom).

## Studioalben
- Sacrifight (2002)
- Sinmachine (2004)
- Rocketqueen (2009)

## Schriften
- Neosapiens (2001)